# غاز مهاجر
غاز مهاجر فیلمی به کارگردانی سیروس حسن پور و نویسندگی مجید مجیدی ساختهٔ سال ۱۳۷۸ است.

## بازیگران
- موسی نیک سیرت
- محمد نیک سیرت